# Josip Božičević (slikar)
Josip Božićević, hrvatski slikar. Prepoznatljiv mu opus čine jedinstvene slike u tehnici vitraja koje izrađuje od 2000. godine. Teme njegovih slika su zavičajne teme. Osim vitraja, služi se tehnikama pastela, akvarela i ulja na platnu. Do 31. ožujka 2019. 15 je puta samostalno izlagao u zemlji i inozemstvu te više od 100 puta na skupnim izložbama u tuzemstvu i inozemstvu. Autor je ciklusa od 14 radova križnog puta (vitraj) postavljenog u crkvi sv. Antuna u Otoku. Suosnivač je Udruge likovnih umjetnika Otočki vir u Otoku.